# Carcelia lindneri
Carcelia lindneri är en tvåvingeart som beskrevs av Louis-Paul Mesnil 1959. Carcelia lindneri ingår i släktet Carcelia och familjen parasitflugor.
Artens utbredningsområde är Tanzania. Inga underarter finns listade i Catalogue of Life.